# Station Sól Kiczora
Station Sól-Kiczora is een spoorwegstation in de Poolse plaats Kiczora. Net als veel stations in de regio silezië, is net zoals bij dit station het loket gesloten